# معركة المهدية (1056)
معركة المهدية (1056) هي اشتباك حصل بين عبيد تميم بن المعز و عبيد المعز بن باديس.

## الخلفية
خلال حصار الهلاليين للقيروان على يد بنو هلال، أرسل المعز ابنه تميم لتولى شؤون المهدية رغم تحذيرات الحاشية، فعندما وصل وجد عبيداً تابعين لأبيه، و قد قويت شوكتهم و كثر ملأهم، فوقع بينهم و بين عبيد تميم نزاع، فأنشد محمد بن حبيب القلانسي لتميم بن المعز: السيف يسبق قبل الحادث العذلا * لا تغمد السيف حتى تقتل السَّفَلا , نقل عُدَاتَكَ من دنيا لآخرة * فكلهم ظن هذا المُلْكَ مُنتَقِلا.

## المعركة
امتلك تميم مماليك فاقوا عدد الذين امتلكهم والده, فخرج أهل المهدية و زويلة و سائر رجال الأسطول الزيري داعمين لعبيد تميم، و اقتتلوا معهم الى أن انتصروا عليهم و قتلوا منهم خلقا كثيرا، فأراد من نجا منهم العودة للقيروان فدس تميم خبرهم لقبائل العرب التي هاجمتهم في الطريق، فقُتِل منهم 700 عبد, و قال التجاني أنهم قتلوا جميعا و تلك مبالغة.

## العواقب
و خلافا لما كان متوقع, قتل تميم عبيد أبيه الذي لما وصله الخبر اشتد شكّه في ابنه و خوفه أن يستقل و يخرج عن الطاعة لكنه لم يستطع أن يفعل شيئا و لم يكن من إشكال اذا تغاضى عليه، على العموم أكد تميم وفائه بعد وصول والده للمهدية، و بعد أن تولى قام بتصفية جميع عبيد والده.